# Escala de comprimento integral
Escala de comprimento integral é uma escala em fluxo turbulento. Das três escalas de comprimento padrão para o tratamento físico de turbulências, é a única que mede a maior distância de separação na qual componentes das velocidades dos turbilhonamentos em dois pontos distintos são relacionados.
Caracteriza a faixa de conteúdo de energia, contendo escalas de comprimento de turbulência. Na forma mais geral, as escalas integrais (aqui expressas como um tensor) são funções da posição e são definidas em termos de corelações de velocidades normalizadas de dois pontos. É uma medida da maior conexão ou a distância de correlação entre dois pontos no fluxo que são separados por distância ou tempo.
A definição de um período de duração ou o tempo que é característico das maiores escalas em um fluxo turbulento é de grande importância tanto para a definição de uma área adequada para o volume experimental ou sua análise numérica, e também para a compreensão do processo de produção de energia e dissipação de fluxos. Em alguns casos, uma adequada escala de comprimento de turbulência pode ser definida pelas limitações físicas do domínio do fluxo em questão. Por exemplo, no fluxo numa tubulação de determinado diâmetro é da ordem dos maiores turbilhões no fluxo, e a relação do diâmetro do tubo a velocidade média ao longo da tubulação é uma boa estimativa do período de tempo necessário para descrever o fluxo. Em outros casos, a maior escala não é óbvia a partir da geometria de fluxo, e uma escala integral pode ser definida.